# Queroseno

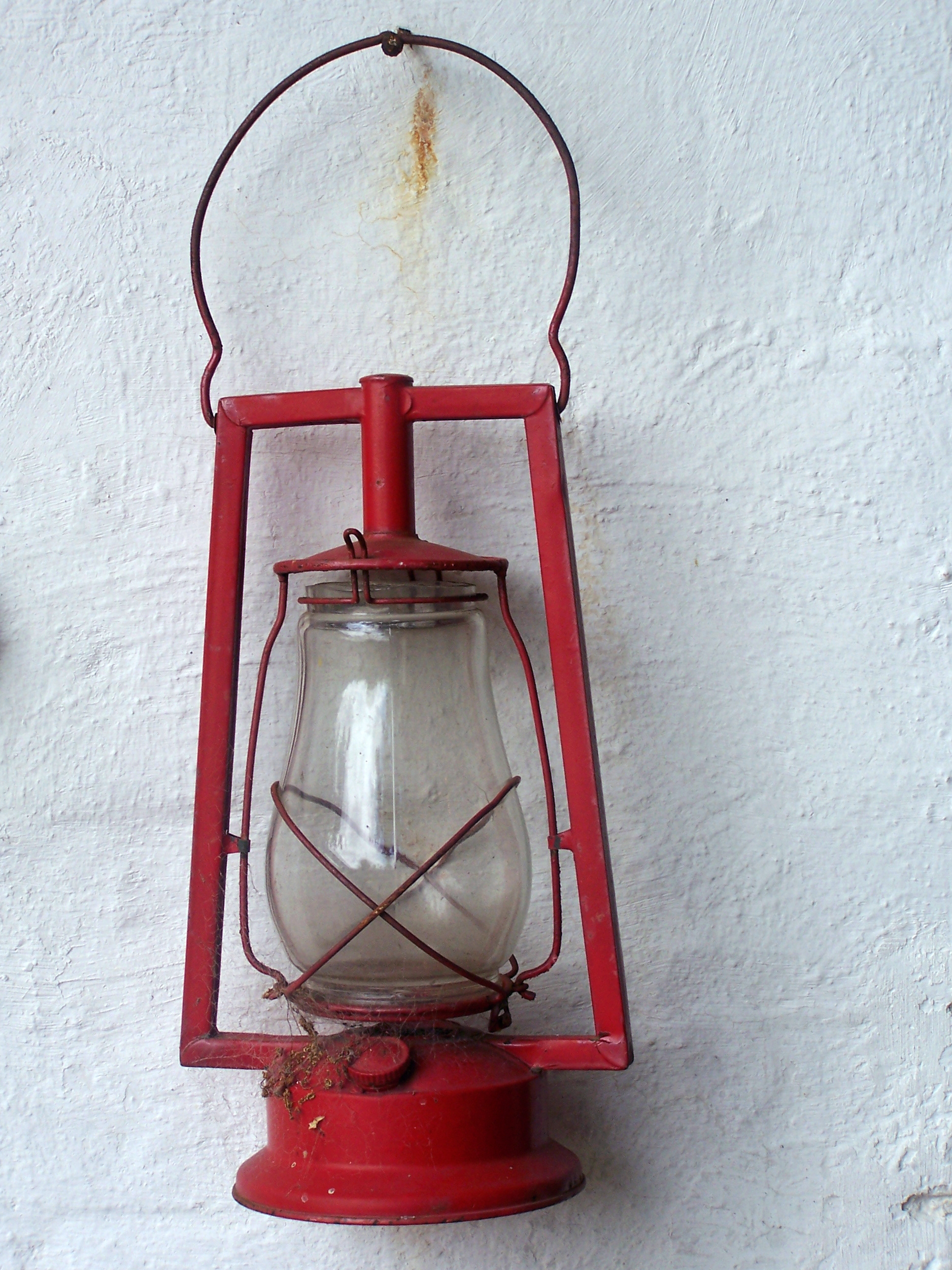
Lámpara de queroseno.

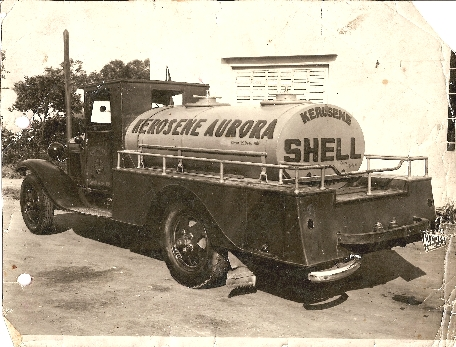
Camión de distribución (San Martín, Argentina, c. 1940).

El queroseno, keroseno, kerosén,  querosén, o kerosene (del inglés: kerosene, este del griego: κηρός (keros) que significa "cera") es un líquido inflamable, transparente (o con ligera coloración amarillenta, dependiendo de la fracción que se extraiga), mezcla de hidrocarburos, que se obtiene de la destilación del petróleo natural. Fue utilizado en un principio en estufas y lámparas, y en la actualidad se usa como combustible de aviones de reacción y en la fabricación de insecticidas. De densidad intermedia entre la gasolina y el gasóleo o diésel, se utiliza como combustible, el JP (abreviatura de jet petrol) en los motores a reacción y de turbina de gas o bien se añade al gasóleo de automoción en las refinerías. Se utiliza también como disolvente y para calefacción doméstica, como dieléctrico en procesos de mecanizado por descargas eléctricas y, antiguamente, para iluminación. Es insoluble en agua.
En Cuba se conoce como «luzbrillante», en Chile y Reino Unido como «parafina» o «paraffin», en Ecuador como «kerex»[cita requerida] y en Costa Rica como «canfín», mientras que en República Dominicana para iluminación se conoce como trementina. En Colombia y México se le conoce como «petróleo diáfano» o simplemente «petróleo», es de color morado, y es usado en estufas, calefactores, insecticidas e iluminación. En Venezuela se conoce como «kerosén» o «kerosene».

## Historia

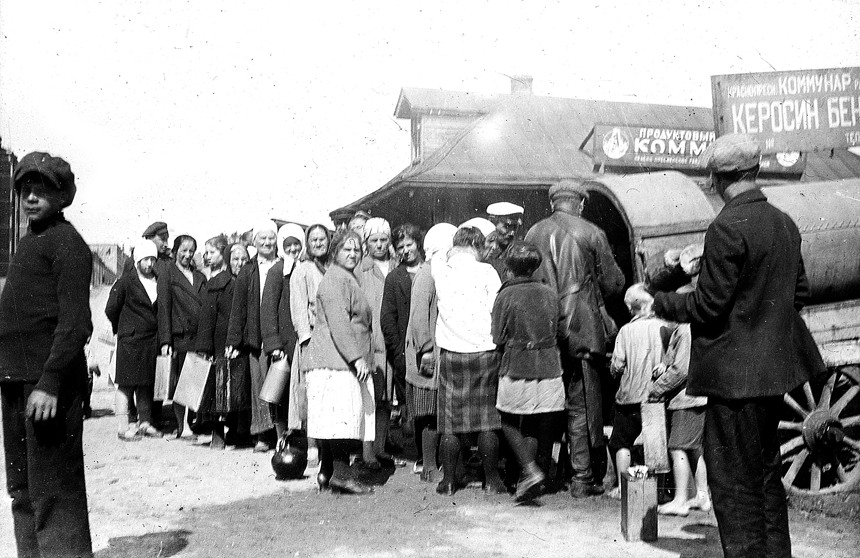
Cola para queroseno en Moscú, en la década de 1920.

En el siglo X el erudito persa Al-Razi describió la destilación del petróleo para obtener aceite de alumbrado en su Libro de los secretos (Kitab al-Asrar). 
Al Razi describió dos métodos para la producción de queroseno, denominado naft abyad (نفط ابيض "nafta blanca"), utilizando un aparato llamado alambique. Un método utilizaba arcilla como absorbente, y más tarde el otro método utilizaba productos químicos como cloruro de amonio (sal amoniaca). El proceso de destilación se repetía hasta que se eliminaba la mayor parte de las fracciones de hidrocarburos volátiles y el producto final era perfectamente claro y seguro de quemar. En la misma época también se producía queroseno a partir de esquisto bituminoso y betún calentando la roca para extraer el aceite, que luego se destilaba. Durante la Dinastía Ming china, los chinos hicieron uso del queroseno a través de la extracción y purificación del petróleo y luego lo convirtieron en combustible para lámparas. Los chinos ya utilizaban el petróleo para encender lámparas y calentar los hogares en el año 1500 a. C.
En Occidente, el físico y geólogo canadiense Abraham Pineo Gesner (1797-1864) presentó en 1846 la primera demostración pública de un líquido de iluminación que llamó «kérosène». Inicialmente obtenido a partir de carbón, y después del petróleo, el queroseno era un líquido económico, que sustituyó al aceite de ballena en las lámparas de aceite; también fue llamado «petróleo lampante». Este uso fue abandonado con la llegada del alumbrado eléctrico. 
Fue una marca registrada por Abraham Gesner en 1854, antes de convertirse en un nombre genérico.

### Aceite de alumbrado a partir de carbón y esquisto bituminoso

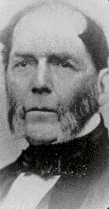
Abraham Gesner destiló por primera vez queroseno de carbón bituminoso y esquisto bituminoso de forma experimental en 1846; la producción comercial siguió en 1854.

Aunque el "aceite de hulla" era bien conocido por los químicos industriales al menos desde el siglo XVIII como subproducto de la fabricación del gas de hulla y el alquitrán de hulla, ardía con una llama humeante que impedía su uso para la iluminación interior. En las ciudades, gran parte de la iluminación interior era proporcionada por el gas de carbón canalizado, pero fuera de las ciudades, y para la iluminación puntual dentro de las ciudades, el lucrativo mercado para alimentar las lámparas interiores era suministrado por el aceite de ballena, específicamente el de cachalote, que ardía más brillante y limpio.
El geólogo canadiense Abraham Pineo Gesner afirmó que en 1846 había hecho una demostración pública en Charlottetown, Isla del Príncipe Eduardo de un nuevo proceso que había descubierto. Calentó carbón en una retorta, y destiló de él un fluido claro y fino que demostró que era un excelente combustible para lámparas. Acuñó el nombre de "queroseno" para su combustible, una contracción de keroselaion, que significa cera-aceite. El coste de la extracción de queroseno del carbón era elevado.
Gesner registró, a partir de su amplio conocimiento de la geología de Nuevo Brunswick, un asfalto natural llamado albertita. El conglomerado del carbón de Nuevo Brunswick le impidió utilizarlo porque tenía los derechos de extracción de carbón de la provincia, y perdió un juicio cuando sus expertos afirmaron que la albertita era una forma de carbón. En 1854, Gesner se trasladó a Newtown Creek, Long Island, Nueva York. Allí consiguió el apoyo de un grupo de empresarios. Formaron la North American Gas Light Company, a la que cedió sus patentes.
A pesar de la clara prioridad del descubrimiento, Gesner no obtuvo su primera patente de queroseno hasta 1854, dos años después de la patente estadounidense de James Young. El método de Gesner para purificar los productos de la destilación parece haber sido superior al de Young, dando como resultado un combustible más limpio y con mejor olor. La fabricación de queroseno bajo las patentes de Gesner comenzó en Nueva York en 1854 y más tarde en Boston-siendo destilado a partir de carbón bituminoso y pizarra bituminosa. Gesner registró la palabra "Kerosene" como marca comercial en 1854, y durante varios años, sólo la North American Gas Light Company y la Downer Company (a la que Gesner había concedido el derecho) podían llamar a su aceite para lámparas "Kerosene" en los Estados Unidos.
En 1848, el químico escocés James Young experimentó con el aceite que se descubrió filtrando en una mina de carbón como fuente de aceite lubricante y combustible para la iluminación. Cuando la filtración se agotó, experimentó con la destilación en seco del carbón, especialmente del resinoso "carbón de pantano" (torbanita). De él extrajo una serie de líquidos útiles, uno de los cuales denominó "aceite de parafina" porque a bajas temperaturas se solidificaba en una sustancia parecida a la parafina. Young patentó su proceso y los productos resultantes en 1850, y construyó la primera fábrica de aceite mineral verdaderamente comercial del mundo en Bathgate en 1851, utilizando aceite extraído de la torbanita, el esquisto y el carbón bituminoso extraídos localmente. En 1852, obtuvo una patente en Estados Unidos por el mismo invento. Posteriormente, estas patentes se mantuvieron en ambos países en una serie de pleitos, y otros productores se vieron obligados a pagarle regalías por derechos de autor.

### Queroseno de petróleo
En 1851, Samuel Martin Kier comenzó a vender aceite para lámparas a los mineros locales, con el nombre de "Aceite de carbón". Lo destiló mediante un proceso de su propia invención a partir de petróleo crudo. También inventó una nueva lámpara para quemar su producto. Fue apodado por los historiadores como el abuelo de la industria petrolera estadounidense. Desde la década de 1840, los pozos de sal de Kier se estaban ensuciando con petróleo crudo. Al principio, Kier se limitaba a verter el petróleo inservible en el cercano canal principal del Sistema de canales de Pensilvania, pero más tarde comenzó a experimentar con varios destilados del crudo, junto con un químico del este de Pensilvania.
Ignacy Łukasiewicz, un farmacéutico polaco que residía en Lviv, y su socio húngaro Jan Zeh habían estado experimentando con diferentes técnicas de destilación, tratando de mejorar el proceso del queroseno de Gesner, pero utilizando como materia prima el petróleo crudo de una filtración local. Mucha gente conocía su trabajo, pero le prestaba poca atención. La noche del 31 de julio de 1853, los médicos del hospital local necesitaban realizar una operación de urgencia, prácticamente imposible a la luz de las velas. Por ello, enviaron un mensajero a por Łukasiewicz y sus nuevas lámparas. La lámpara ardía de forma tan brillante y limpia que los responsables del hospital pidieron varias lámparas y un gran suministro de combustible. Łukasiewicz se dio cuenta del potencial de su trabajo y dejó la farmacia para encontrar un socio comercial, y luego viajó a Viena para registrar su técnica ante el gobierno. Łukasiewicz se trasladó a la región polaca de Gorlice en 1854, y perforó varios pozos por el sur de Polonia durante la década siguiente, estableciendo una refinería cerca de Jasło en 1859.
El descubrimiento de petróleo en el pozo Drake en el oeste de Pensilvania en 1859 provocó un gran entusiasmo público y la inversión en perforaciones de nuevos pozos, no sólo en Pensilvania, sino también en Canadá, donde se había descubierto petróleo en Oil Springs, Ontario en 1858, y en el sur de Polonia, donde Ignacy Łukasiewicz había estado destilando aceite para lámparas a partir de filtraciones de petróleo desde 1852. El aumento del suministro de petróleo permitió a los refinadores de petróleo eludir por completo las patentes de aceite a partir de carbón de Young y Gesner, y producir aceite para lámparas a partir del petróleo sin tener que pagar regalías a nadie. Como resultado, la industria del aceite para iluminar en Estados Unidos se pasó completamente al petróleo en la década de 1860. El aceite de alumbrado a base de petróleo se vendió ampliamente como queroseno, y el nombre comercial pronto perdió su condición de propiedad, y se convirtió en el producto genérico en minúsculas "queroseno". Dado que el queroseno original de Gesner también se conocía como "aceite de carbón", el queroseno genérico procedente del petróleo se llamó comúnmente "aceite de carbón" en algunas partes de Estados Unidos hasta bien entrado el siglo XX.
En el Reino Unido, la fabricación de aceite a partir de carbón (o pizarra bituminosa) continuó hasta principios del siglo XX, aunque cada vez más eclipsada por los aceites de petróleo.
Al aumentar la producción de queroseno, la caza de ballenas disminuyó. La flota ballenera estadounidense, que había crecido constantemente durante 50 años, alcanzó su máximo histórico de 199 barcos en 1858. En 1860, sólo dos años después, la flota había descendido a 167 barcos. La guerra de Secesión afectó temporalmente a la caza de ballenas, pero sólo 105 barcos balleneros volvieron a la mar en 1866, el primer año completo de paz, y ese número disminuyó hasta que sólo 39 barcos estadounidenses salieron a cazar ballenas en 1876. El queroseno, fabricado primero a partir de carbón y esquisto bituminoso, y luego a partir del petróleo, se había apoderado en gran medida del lucrativo mercado de aceite para lámparas de la caza de ballenas.
El alumbrado eléctrico empezó a desplazar al queroseno como medio de iluminación a finales del siglo XIX, especialmente en las zonas urbanas. Sin embargo, el queroseno siguió siendo el uso final comercial predominante del petróleo refinado en Estados Unidos hasta 1909, cuando fue superado por los combustibles para motores. El auge del automóvil con motor de gasolina a principios del siglo XX creó una demanda de las fracciones de hidrocarburos más ligeros, y las refinerías inventaron métodos para aumentar la producción de gasolina, al tiempo que disminuían la producción de queroseno. Además, algunos de los hidrocarburos más pesados que antes iban al queroseno se incorporaron al gasóleo. El queroseno mantuvo cierta cuota de mercado al utilizarse cada vez más en estufas y calefactores portátiles.

### Queroseno a partir de dióxido de carbono y agua
Un proyecto piloto de ETH Zúrich utilizó energía solar para producir queroseno a partir de dióxido de carbono y agua en julio de 2022. El producto puede utilizarse en aplicaciones de aviación existentes, y "también puede mezclarse con queroseno derivado de [combustibles] fósiles".

## Propiedades y grados
El queroseno es un líquido claro de viscosidad baja, formado con hidrocarburos obtenidos mediante la destilación fraccionada de petróleo entre 150 y 275 °C, lo que resulta una mezcla con una densidad de 0.78–0.81 g/cm3. Es miscible en solventes de petróleo pero es inmiscible en agua. Se compone de moléculas de hidrocarburo que por lo general contienen entre 6 y 20 átomos de carbono por molécula, predominantemente conteniendo 9 a 16 átomos de carbono.
Independientemente de la fuente de petróleo crudo o el historial de procesamiento, los principales componentes del queroseno son alcanos de cadena lineal y ramificada (cadenas de hidrocarburos) y nafteno (cicloalcanos), que normalmente representan al menos el 70% por volumen. Los hidrocarburos aromáticos tales como alquilbencenos (anillo simple) y alquilnaftalenos (anillo doble), normalmente no superan el 25% por volumen de las corrientes de queroseno. Las olefinas no suelen estar presentes en más del 5% en volumen.
El calor de combustión del queroseno es similar al del gasóleo; su valor calorífico inferior es de 43.1 MJ/kg (alrededor de 18.500 Btu/lb), y su valor calorífico superior es de 46,2 MJ/kg.
La especificación estándar de ASTM International D-3699-19 reconoce dos grados de queroseno: los grados 1-K (menos del 0,04% de azufre en peso) y 2-K (0,3% de azufre en peso). El queroseno de grado 1-K se quema de forma más limpia, con menos depósitos, menos toxinas y un mantenimiento menos frecuente que el queroseno de grado 2-K, y es el grado de queroseno preferido para los calentadores y estufas de queroseno de interior.
En el Reino Unido, se definen dos grados de aceite de calefacción. El BS 2869 Clase C1 es el grado más ligero que se utiliza para linternas, estufas de camping, calentadores de mecha y se mezcla con gasolina en algunos motores de combustión interna antiguos como sustituto del aceite de vaporización para tractor. El BS 2869 Clase C2 es un destilado más pesado, que se utiliza como aceite de calefacción doméstico. El queroseno prémium suele venderse en envases de 5 o 20 litros en ferreterías, tiendas de campismo y de jardinería, y a menudo se tiñe de color morado. El queroseno estándar suele dispensarse a granel en un camión cisterna y no está teñido.
Las normas nacionales e internacionales definen las propiedades de varios grados de queroseno utilizados para combustible para aviones. Las propiedades del punto de inflamación y de congelación son de especial interés para el funcionamiento y la seguridad; las normas también definen los aditivos para el control de la electricidad estática y otros fines.

### Puntos de fusión, congelación e inflamación
El queroseno se funde alrededor de la temperatura ambiente: 25 grados Celsius (77,0 °F). El punto de inflamación del queroseno está entre 37 grados Celsius (98,6 °F) y 65 grados Celsius (149 °F), y su temperatura de autoignición es de 220 °C (428 °F). El punto de congelación del queroseno depende del grado, con el combustible de aviación comercial estandarizado a −47 °C (−52,6 °F).
El queroseno de grado 1-K se congela alrededor de -40 °C (-40 °F, 233 K).

## Toxicidad
La Organización Mundial de la Salud considera al queroseno como un combustible contaminante y recomienda que "los gobiernos y médicos detengan de inmediato la promoción de su uso en hogares". El humo de queroseno contiene altos niveles de partículas en suspensión dañinas, por lo que su uso en hogares está asociado con altos riesgos de cáncer, infecciones respiratorias, asma, tuberculosis, catarata y abortos espontáneos.
La ingestión de queroseno es dañina. A veces se recomienda el queroseno como remedio popular para eliminar los piojos de la cabeza, pero las agencias sanitarias advierten no emplearlo porque puede causar quemaduras y enfermedades graves. El uso del queroseno como champú puede ser fatal incluso si se inhalan sus vapores.
Las personas pueden exponerse al queroseno en sus puestos de trabajo inhalándolo, ingeriéndolo y por contacto con la piel y los ojos. El Instituto Nacional para la Seguridad y Salud Ocupacional de Estados Unidos ha fijado un límite de exposición recomendado de 100 mg/m³ en una jornada de 8 horas.

## Usos
Entre sus principales usos están:
- Limpieza mecánica, como disolvente, en la formulación de insecticidas, calefacción, etc.
- Iluminación de áreas que no están conectadas a la red eléctrica.
- Quemadores de los vendedores ambulantes de alimentos, como las palomitas de maíz.
- La aviación.

Antiguamente se solía usar como combustible para estufas e incluso para refrigeradores.

## Ventajas
- Lubricación eficaz. Reduce notablemente el desgaste en las partes críticas, como la bomba de inyección.

## Desventajas
- Requiere bombeo y precalentamiento (como el gasóleo).
- No es tan limpio como el gas licuado del petróleo (GLP) y la gasolina.
- Produce contaminación por emisión de metales pesados (plomo, mercurio, cadmio, etcétera).